# Lueur d'une lointaine étoile
Pour plus de détails, voir Fiche technique et Distribution.
Lueur d'une lointaine étoile (en russe : Свет далёкой звезды, Svet daliokoï zvezdy) est un film soviétique réalisé par Ivan Pyriev, sorti en 1964,. Le film est adapté d'une nouvelle éponyme d'Alexandre Tchakovski.

## Distribution
- Nikolaï Alekseïev : Vladimir Zavyalov
- Lionella Pyrieva (ru) : Olga Mironova
- Andrei Abrikossov : Ivan Osokine
- Alexeï Batalov : Petr Lukachev, secrétaire du comité municipal
- Sofia Piliavskaïa : Ksenia Prokhorova
- Vladimir Korenev : Victor, neveu de Vladimir
- Olga Viklandt : Nina Kolomiytseva, veuve
- Nina Sazonova : Klavdia Korostyleva, rédacteur en chef du magazine
- Alevtina Konstantinova : Valentina Kolomiytseva
- Vera Mayorova : Liza Prokhorova
- Evgueni Vesnik : Afanasy Simonyuk, colonel
- Lioudmila Gnilova : Olia

## Fiche technique
- Photographie : Nikolaï Olonovski
- Musique : Andreï Petrov
- Décors : Stalen Volkov, Ganna Ganevskaïa
- Production : Mosfilm